# Джек Хантер
«Джек Хантер» (англ. Jack Hunter) — американский мини-сериал 2008 года, состоящий из трёх эпизодов.

## Сюжет

### Часть 1. Потерянные сокровища Угарита
- Название в оригинале: Jack Hunter & The Lost Treasure Of Ugarit
- Выход в эфир: 23 декабря 2008[3]
- Продолжительность: 97 мин.

Волей судьбы Джек Хантер, искатель приключений и увлекающийся археолог, оказывается в Сирии: после того, как его друга и наставника Фредерика убивают, а реликвию — фрагмент каменной плиты с клинописью — похищают, мужчина пытается найти преступников, связавшись с доктором Али Мухаммедом, который по существующей информации был последним, с кем говорил Фредерик. Так в руки Джека попадает другой важный артефакт — скипетр с самым большим алмазом. Когда-то скипетр был помещён в гробницу фараона Эхнатона, затерянного в песках древнего города под названием Угарита.

### Часть 2. Проклятие гробницы Эхнатона
- Название в оригинале: Jack Hunter & The Quest For Akhenaten's Tomb
- Выход в эфир: 30 декабря 2008[4]
- Продолжительность: 95 мин.

В продолжении истории о приключения Джека рассказывает о его встрече с агентом национальной безопасности по имени Лиз Джонсон — она рассказывает о том, что плита является связующим звеном между гробницей Эхнатона и сокровищами города Угарита. Вскоре Джек отправляется в опасное путешествие вверх по Нилу, где его ждёт встреча с бандами расхитителей гробниц и куда более опасными препятствиями на пути к гробнице Эхнатона.

### Часть 3. Небесная звезда
- Название в оригинале: Jack Hunter & The Star Of Heaven
- Выход в эфир: 6 января 2009[5]
- Продолжительность: 95 мин.

Приключения заносят Джека Хантера и агентов национальной безопасности в румынские воды Чёрного моря. Становится известно, что ищущий глаз Небесной звезды Альберт Литтерман собирается встретиться с главой русской мафии. Перед Лиз стоит сложная задача предотвратить встречу двух опасных людей. Между тем, Джек убеждает Лиз, что могила Эхнатона была разграблена католиками, и все сокровища были проданы на чёрном рынке.

## В ролях
- Иван Сергей — Джек Хантер
- Джоанн Келли — Надя Рамадан
- Тур Рифенштейн — Альберт Литтманн
- Сьюзан Уорд — Лиз
- Мари Наим Бассил — Тарик
- Элейн Хоффман — Лена Хальстром
- Тансель Куртис — Саид
- Мехмет Пола — Дориданов
- Сианн Тузку — Мустафа
- Сава Озьдемир — Рияд
- Альпер Кул — Эйхаб
- Орбай Саю — Капитан корабля
- Волга Соргу — Водитель грузовика
- Эмре Косар — Египетский солдат
- Мерт Явузкан — Фуад Антаки
- Теоман Кумбарачибази — Петровский
- Фатих Хашиоманоглу — Иснпектор Фатих
- Майкл Хальфи — Армен Антаки
- Изина Иден — Вдова
- Тансу Бичер — Гангстер
- Силай Юнал — Молодая женщина
- Лили Лоссен — Монахиня

## Производство
Съёмки картины проходили в Турции и Сирии с 1 июля по 17 августа 2007 года.

## Выход на видео

### США
9 августа 2011 года в США издавался второй фильм серии.

### Великобритания
Коллекционное издание под названием «Jack Hunter: Complete Adventure Series» было выпущено для второго региона компанией «Bridge Entertainment».

### Россия
Компания «VOX-Video» выпустила первые два фильма серии в 2008 году. Картинка была представлена в формате WideScreen 16:9 (1.78:1). Параметры звука следующие:
- Русский Закадровый перевод Dolby Digital 2.0
- Русский Закадровый перевод Dolby Digital 5.1
- Русский Закадровый перевод DTS
- Английский Dolby Digital 2.0

В качестве бонусов на дисках были размещены фотогалереи.